# McLaren MP4/8
La McLaren MP4/8 è una monoposto di Formula 1 costruita dalla scuderia inglese McLaren, che prese parte al Campionato mondiale di Formula 1 1993.

## Progetto e sviluppo

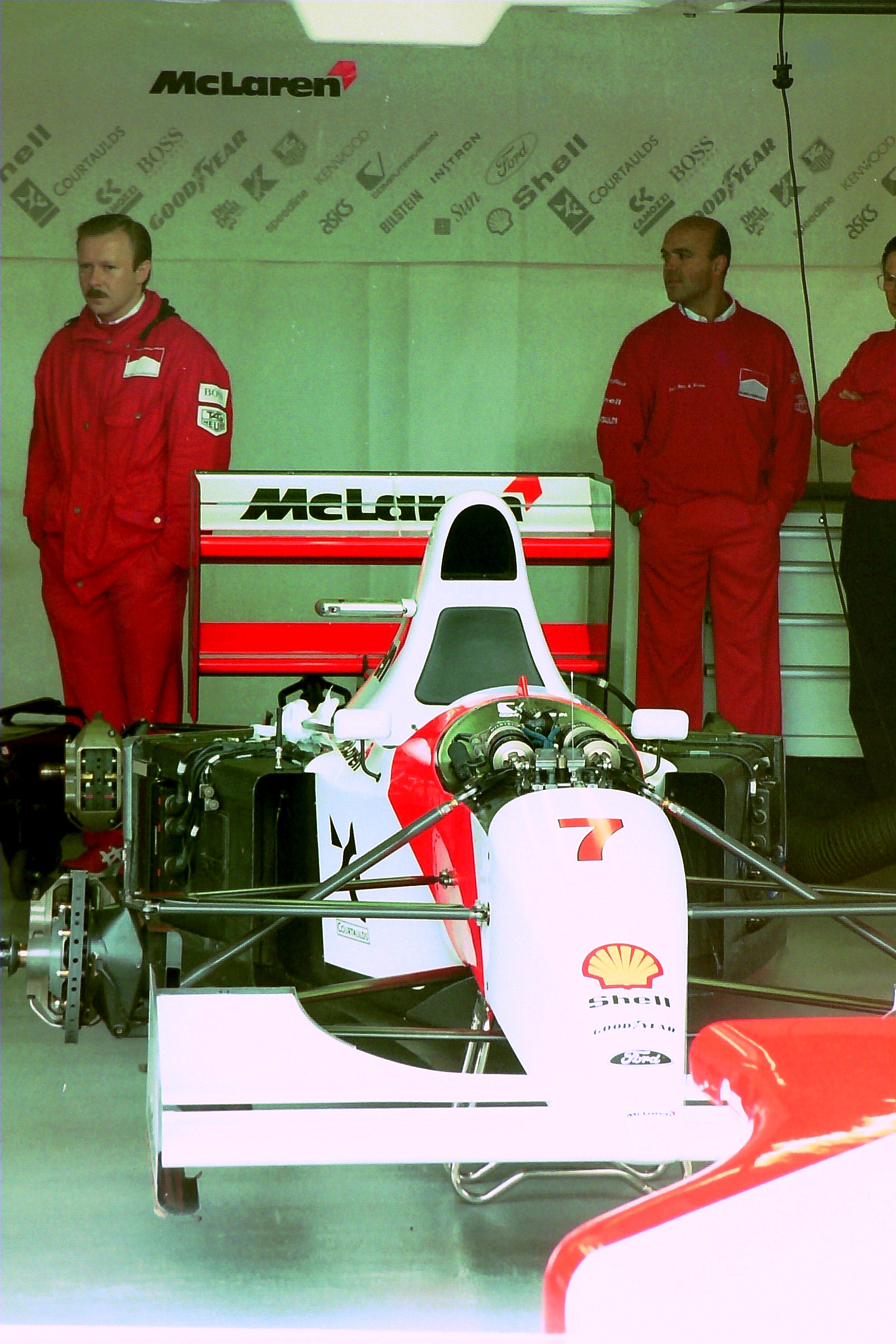
La McLaren di Andretti ai box durante il GP di Gran Bretagna

La McLaren perse nel 1993 la fornitura dei motori da parte della Honda e Ron Dennis, team manager della squadra, dopo aver fallito una trattativa con la Renault per la fornitura dei motori, fu costretto ad affidarsi quindi a un Ford-Cosworth HB clienti, con 8 cilindri a V di 75° del quale vi furono tre evoluzioni (VI, VII ed VIII), capace di erogare 720 CV a 13.500 giri/min con gestione TAG 2.12F. Il cambio era trasversale a 6 rapporti, semiautomatico, mentre gli pneumatici erano forniti dalla Goodyear.
La vettura vantava un telaio monoscocca nato per sfruttare la leggerezza del motore V8 Ford così come numerosi sistemi di aiuto alla guida; oltre all'acceleratore elettronico disponeva di un sistema antipattinamento, di freni a controllo elettronico gestiti dal sistema TAG Electronic e (a partire dal Brasile) della telemetria bidirezionale.
Riguardo all'aspetto aerodinamico, la carrozzeria era integrata nella scocca ed era caratterizzata da un muso stretto e scavato nella parte inferiore che lo faceva sembrare incurvato. Le fiancate erano alte e strette, dato che le masse radianti erano ridotte al minimo, mentre la parte posteriore rimase larga per favorire la fuoriuscita dell'aria dalle fiancate. Il cofano motore era più stretto per le dimensioni contenute del motore e per il serbatoio più piccolo.
Una novità non da poco fu lo sviluppo delle sospensioni attive (con le quali la Williams nel 1992 aveva vinto entrambi i campionati) con attuatori Bilstein a schema push-rod. 

## Livrea

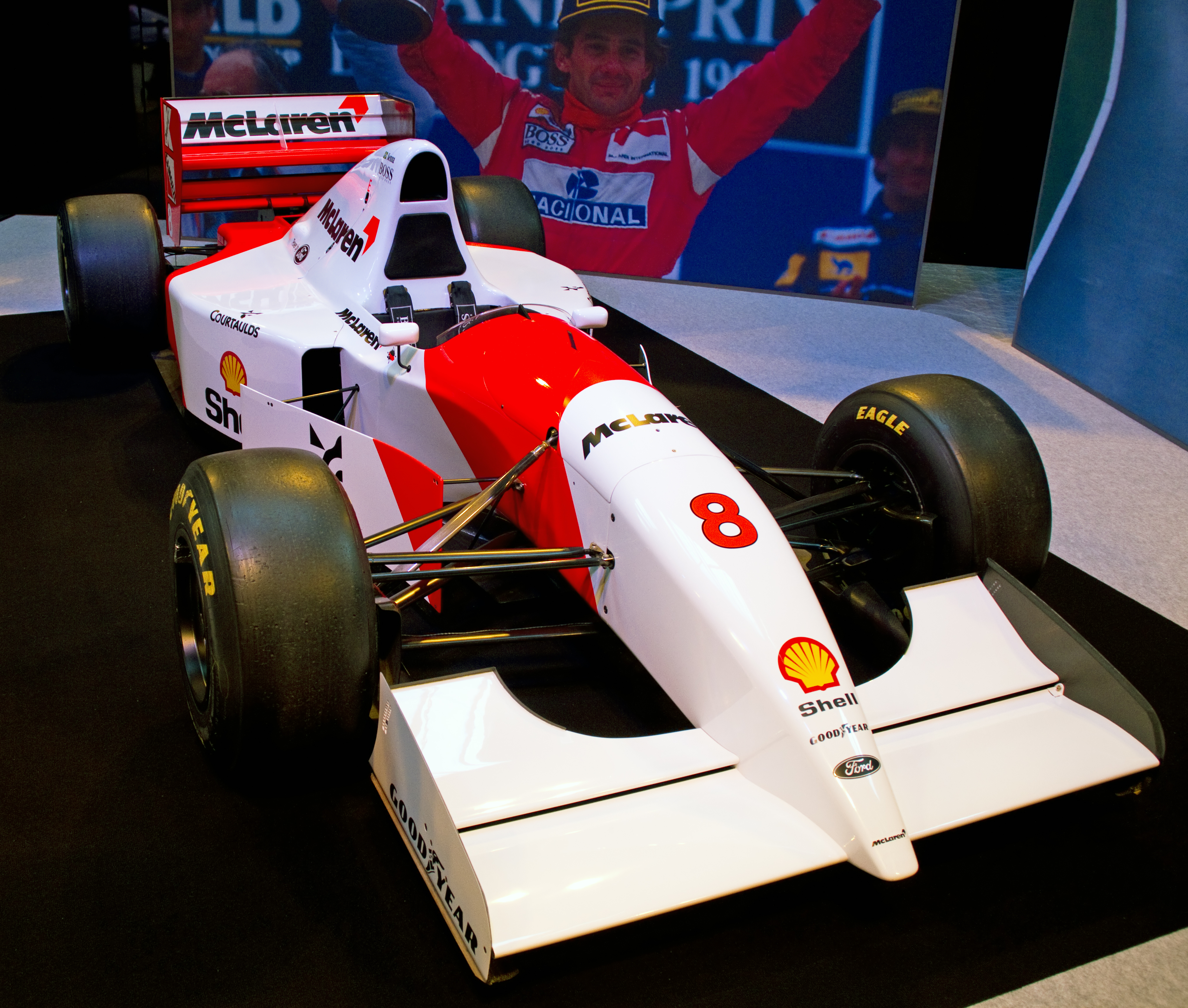
la McLaren numero 8 di Ayrton Senna

La livrea rimase pressoché invariata rispetto alla precedente stagione, con lo sponsor Marlboro a imporre lo schema cromatico bianco rosso, mentre sul muso dell'auto apparivano gli sponsor Shell, Goodyear e Ford.

## Carriera agonistica

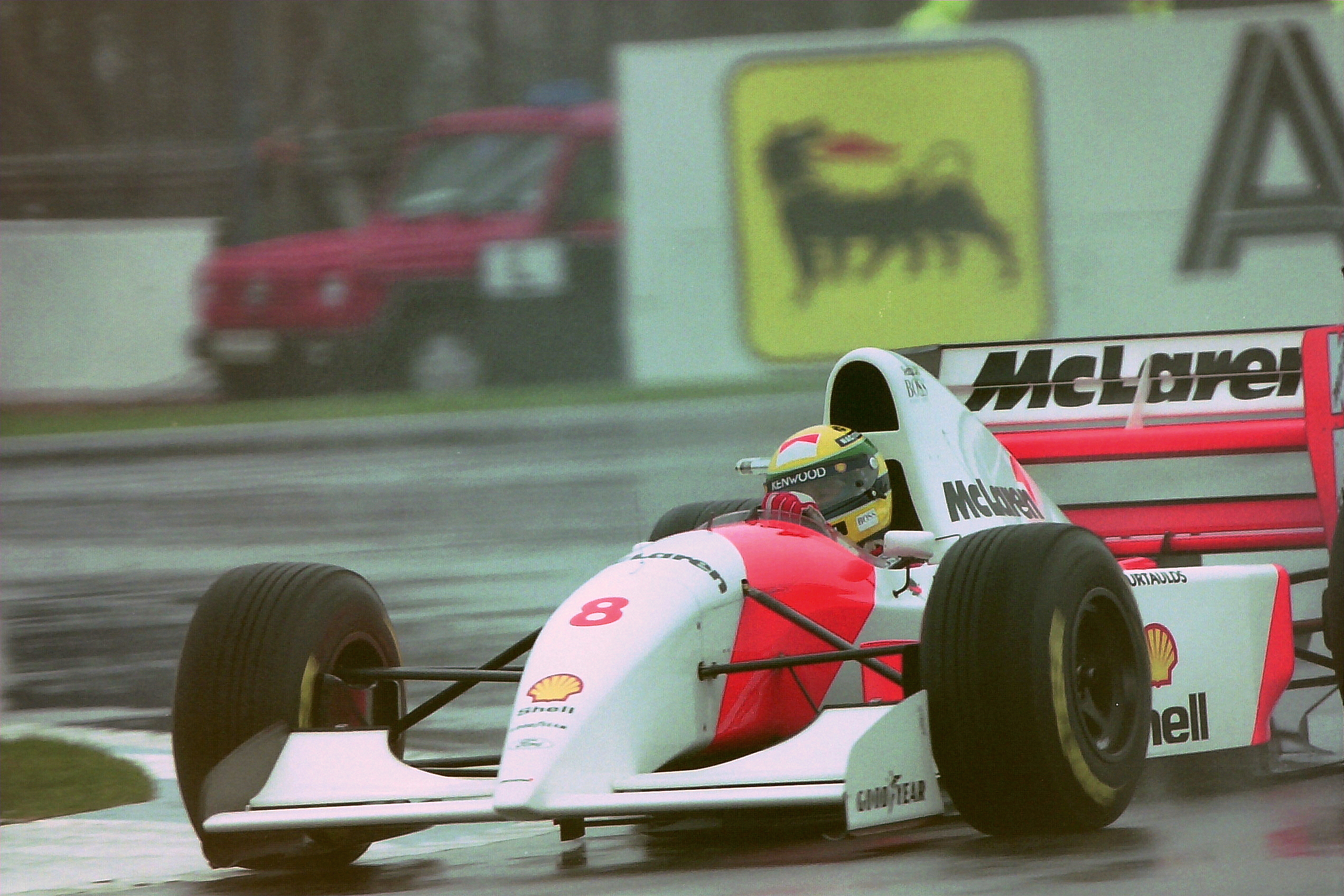
Senna in azione a Donington Park

Nonostante la nuova MP4/8 fosse meno performante della diretta rivale Williams e della Benetton (soprattutto a livello di motore), la coppia di piloti formata da Ayrton Senna e Michael Andretti riuscì a sfruttarne appieno le potenzialità, con il pilota brasiliano che vinse tre gare (Brasile, Europa e Monaco) e ottenne 2 secondi posti (Sudafrica e Spagna), arrivando in Canada da leader del campionato. Tuttavia, la gara canadese finì con un ritiro per Senna che perse la testa del Mondiale a favore di Alain Prost, che a fine anno sarà per la quarta volta Campione del Mondo. Seguiranno 6 gare avide di risultati di rilievo, dove Senna e Andretti raccolsero solo 16 punti e un terzo posto a Monza ad opera del pilota statunitense che non potrà evitare il licenziamento all'indomani del GP Italiano. La McLaren tornerà rediviva solo nella parte finale della stagione dove Senna otterrà le ultime 2 vittorie della sua vita in Giappone e Australia e il nuovo arrivato Mika Häkkinen otterrà il suo primo podio in carriera a Suzuka e 2 ritiri.
A fine anno Senna riuscirà comunque a tenere la seconda piazza nel Campionato Piloti e, grazie al talento del pilota brasiliano e i punti di Andretti e Hakkinen, la McLaren sarà vice-campione mondiale.

## La MP4/8B e l'accordo sfumato con la Lamborghini
Verso fine '93, dopo un'iniziale "stretta di mano" tra Ron Dennis e Robert Lutz, presidente del gruppo Chrysler di cui anche il marchio italiano faceva parte all'epoca, la McLaren portò in pista a Silverstone ed Estoril una versione rivista della MP4/8 rinominata MP4/8B per testare privatamente il motore Lamborghini V12 da 710 CV, presente in Formula 1 dal 1989 e montato in pregresso da Larrousse, Lotus, Modena Team, Ligier e Minardi, ottenendo poco successo e un 3º posto in Giappone nel 1990 con la Larrousse di Aguri Suzuki. 
La MP4/8B, scesa in pista con un'inedita livrea bianca (a cui facevano compagnia solo lo sponsor Goodyear nell'alettone anteriore e il logo McLaren nella punta del musetto) sorprese subito gli stessi Senna e Hakkinen, che rimasero stupiti dalla combinazione della macchina col motore progettato dall'ex Ferrari Mauro Forghieri: Hakkinen girò addirittura un secondo più veloce rispetto ai tempi ottenuti dalla medesima vettura col motore Ford e Senna, con la convinzione che la McLaren - Lamborghini sarebbe stata al pari delle Williams e delle Benetton, chiese a Ron Dennis di utilizzare il motore Lamborghini per le ultime gare della stagione 1993; tuttavia il manager inglese, forse dubbioso in merito all'affidabilità del propulsore, si rifiutò e successivamente si accordò con la Peugeot per la stagione successiva.

## Risultati
| Anno | Team    | Motore              | Gomme | Piloti   |     |     |     |     |   |   |    |   |     |     |     |   |     |     |   |     | Punti | Pos. |
| ---- | ------- | ------------------- | ----- | -------- | --- | --- | --- | --- | - | - | -- | - | --- | --- | --- | - | --- | --- | - | --- | ----- | ---- |
| 1993 | McLaren | Ford HB VIII 3.5 V8 | G     | Andretti | Rit | Rit | Rit | Rit | 5 | 8 | 14 | 6 | Rit | Rit | Rit | 8 | 3   |     |   |     | 84    | 2º   |
| 1993 | McLaren | Ford HB VIII 3.5 V8 | G     | Häkkinen |     |     |     |     |   |   |    |   |     |     |     |   |     | Rit | 3 | Rit | 84    | 2º   |
| 1993 | McLaren | Ford HB VIII 3.5 V8 | G     | Senna    | 2   | 1   | 1   | Rit | 2 | 1 | 18 | 4 | 5   | 4   | Rit | 4 | Rit | Rit | 1 | 1   | 84    | 2º   |